# Edmund G. Ross
Edmund Gibson Ross (ur. 7 grudnia 1826 w Ashland, zm. 8 maja 1907 w Albuquerque) – amerykański polityk.
Ross urodził się Ashland w stanie Ohio. Pracował dla gazet najpierw w Ohio, potem Milwaukee, Wisconsin, a w końcu w Topece w Kansas.
Po śmierci senatora z Kansas Jamesa H. Lane'e Ross, jako członek Partii Republikańskiej, został mianowany jego następcą. Uważał się wówczas za zwolennika radykalnego skrzydła tej partii.
Podczas procesu prezydenta Andrew Johnsona w senacie (1868), Radykalni Republikanie próbowali usunąć go z urzędu pod pretekstem naruszenia konstytucji. Johnson był demokratą z Tennessee, który zachował lojalność wobec Unii i po zabójstwie Abrahama Lincolna, jako wiceprezydent, przejął urząd głowy państwa. Senatorowi Rossowi, który przez cały czas trwania procesu zachowywał milczenie, przypadł w udziale rozstrzygający głos w sprawie. Ross zagłosował za uniewinnieniem Johnsona, dzięki czemu trwale zapisał się w historii USA, lecz przegrał przez to wybory senackie w roku 1870.
Jest jednym z ośmiu senatorów, których ówczesny senator i późniejszy prezydent John F. Kennedy uwiecznił w swej książce Profile odwagi.
Ponadto Ross pełnił w latach 1885–1889 funkcję gubernatora ówczesnego Terytorium Nowego Meksyku.